# Yesus Cabrera
Yesus Segundo Cabrera Ramírez, noto semplicemente come Yesus Cabrera (Cartagena de Indias, 15 settembre 1990), è un calciatore colombiano, centrocampista del Deportivo Pereira.

## Palmarès

### Club

#### Competizioni nazionali
- Campionato colombiano: 2

América de Cali: 2019-II, 2020